# Imre Kémeri Nagy
Imre Kémeri Nagy (27. března 1903, Bürgezd – 13. dubna 1942, Varšava) byl maďarský antikomunista, pedagog, novinář a voják, důstojník maďarské královské armády, velitel Prvního maďarského dobrovolnického praporu v rámci Osasto Sisu ve Finsku během zimní války.

## Biografie
Imre Nagy Kémeri se narodil v obci Bürgezden v župě Szilágy v tehdejším Uhersku (dnes součást Rumunska). Jako mladý muž sloužil v Székely Hadosztály a bojoval proti rumunské armádě. V roce 1922 přesídlil ze Sedmihradska do Maďarska. Roku 1925 vstoupil do maďarské královské armády, ale již o rok později byl demobilizován. Studoval práva a humanitní vědy na univerzitě v Budapešti. Byl členem organizace Turul Werbőczy Bajtársi Egyesület v hodnosti főlövészmester. Mezi roky 1926 a 1928 byl spojkou mezi Magyar Országos Véderő Egyesület (MOVE) a spolkem Turul Szövetség. V letech 1928 až 1929 opět sloužil v maďarské královské aramádě. Roku 1932 získal pedagogický diplom středoškolského učitele na univerzitě v Budapešti. V létě 1937 vstoupil do Baloghovy Maďarské národněsocialistické strany a stal se předsedou její mládežnické organizace. V listopadu 1937 na sněmu v Debrecenu prohlásil regenta Miklóse Horthyho za krále a z tohoto důvodu byl na krátkou dobu uvězněn. V letech 1938 až 1939 byl velitelem jednotky v Rongyos Gárda, která se podílela na invazi na Podkarpatskou Rus. Od roku 1939 byl velitelem Prvního maďarského dobrovolnického praporu (Első Magyar Önkéntes Zászlóalj), který byl přes Jugoslávii, Itálii, Francii, Velkou Británii, Norsko a Švédsko vyslán do Finska, aby v rámci Osasto Sisu společně s britskými a estonskými dobrovolníky, bojoval na straně Finska v zimní válce. Jelikož byl moskevský mír podepsán dříve, než se maďarští dobrovolníci dostali boje, působili alespoň jako strážci nové finsko–sovětské hraniční linie. Na jaře 1940 byl Kémeri Nagy osobně povýšen finským polním maršálem C. G. E. Mannerheimem do hodnosti kapitána. A za své odhodlání bojovat za nezávislost Finska byl i vyznamenán Řádem bílé růže. Po návratu do Maďarského království se v září 1940 zúčastnil invaze do severního Sedmihradska. V březnu 1942 byl na území Generálního gouvernementu zraněn v boji se sovětskými partyzány a na následky zranění zemřel dne 13. května 1942 ve vojenské nemocnici ve Varšavě.

## Ocenění
- Rytíř 1. třídy Řádu bílé růže (Finsko, 1940)

## Galerie

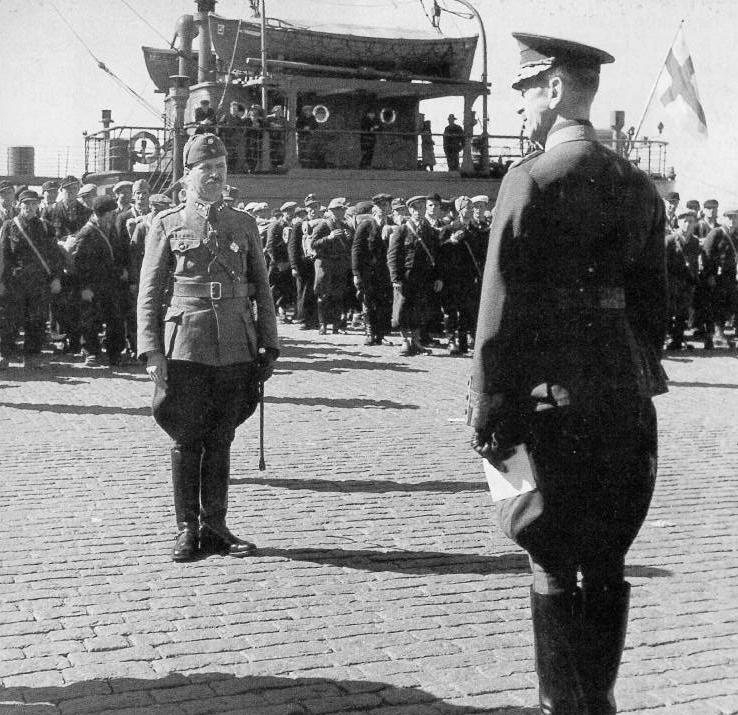
Imre Kémeri Nagy a Oscar Enckell v přístavu Turku
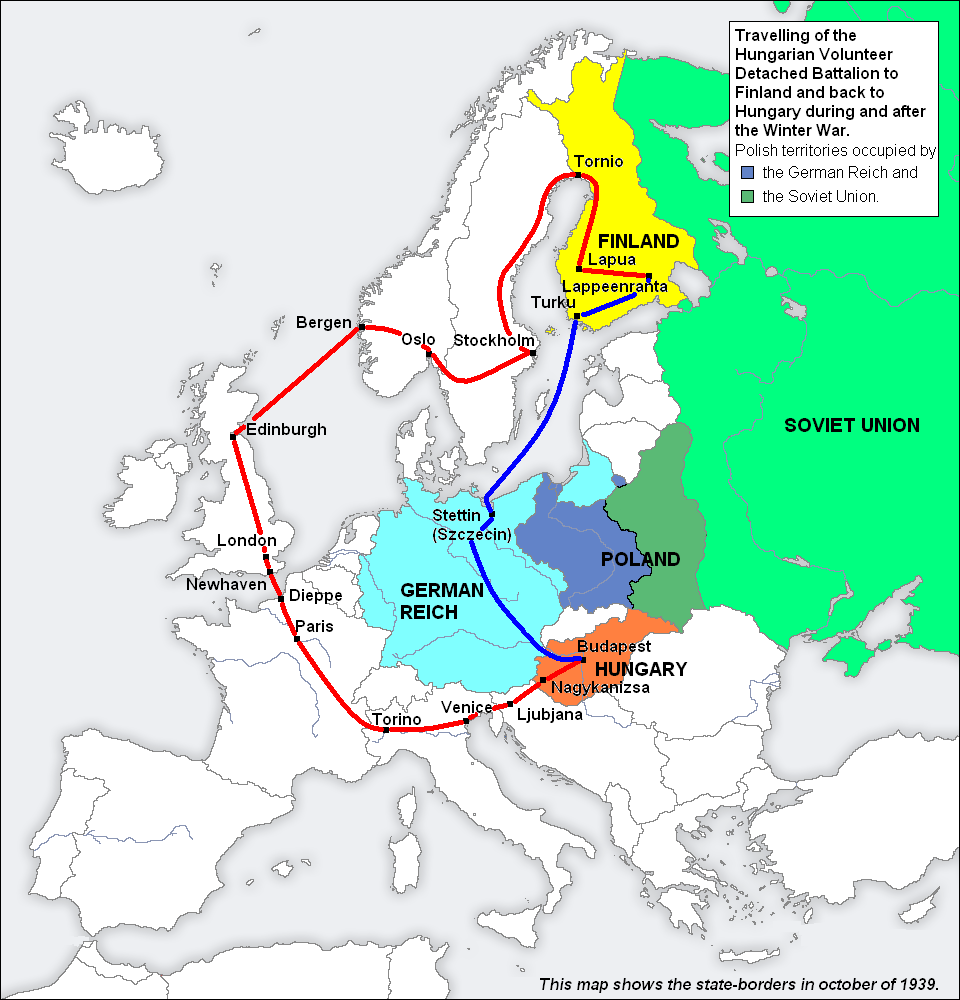
Trasa maďarských dobrovolníků do Finska (červená) a návrat zpět do Maďarska (modrá)